# Verbascum lydium
Verbascum lydium är en flenörtsväxtart som beskrevs av Pierre Edmond Boissier. Verbascum lydium ingår i släktet kungsljus, och familjen flenörtsväxter. Utöver nominatformen finns också underarten V. l. heterandrum.